# Ruth Krauskopf
Ruth Krauskopf (Valdivia, Chile, 1944) es una escultora y ceramista chilena.

## Biografía
Estudió en la Escuela de Artes Aplicadas de la Universidad de Chile, donde fue estudiante del ceramista Luis Mandiola. En el año 1974 se traslada a vivir a Venezuela. Posteriormente estudia Escultura en Cerámica con Peter Voulkos en la Universidad de California, Berkeley, durante los años 1980 y 1981. Luego regresa a Chile en 1983, y en 1984 crea el Taller Huara Huara.
Ha realizado ocho exposiciones individuales y participado en más de cincuenta muestras colectivas alrededor del mundo. Siete de sus obras se encuentran en espacios públicos, y algunas otras obras están en la colección permanente de MAVI (Museo de Artes Visuales Chile).
En 2005 edita y escribe junto a tres coautoras el libro «Palabras de Tierra», presentado en el Museo Nacional de Bellas Artes por el ministro de Cultura José Weinstein.
Durante el año 2008 realiza una residencia en el Museo Internacional de Cerámica FULE, en Fuping, China, realizando obras para la colección permanente en el pabellón latinoamericano.
Funda y se convierte en directora, en el año 2006, de la revist «Esteka», revista enfocada en la cerámica contemporánea.
En el año 2009 es nominada para ser miembro de la Academia Internacional de Cerámica, y en 2010 expone junto a miembros de la Academia en el Museo de Sevres, París.